# Govornica (emisija)
Govornica je televizijska emisija u produkciji RTV Marš iz Valjeva.

## Istorija
Prva sezona je emitovana 2003. godine a autorka je bila Danijela Dovečer. U to vreme, Govornica je emitovana svakim radnim danom u 20 časova a neki od gostiju bili su: Zvonimir Trajković, Aleksandar Popović, Slobodan Orlić, Voja Jovanović, Velimir Ilić, Milovan Drecun, Radivoje Pirgić, Đorđe Milićević, prof. dr Čedomir Čupić, Milorad Vučelić, Branko Dragaš, Velimir Gavrilović, Mlađan Dinkić, Vuk Drašković, Dr Marko Jakšić, Čedomir Antić, Dragan Tomić, Branko Ružić, Miroslav Janković, Nebojša Andrić, Ivica Dačić, Toma Nikolić, Aleksandar Vučić, Vladan Batić, Maja Gojković, Verica Barać, general Vuk Obradović i drugi.
Posle duge pauze, 11. februara 2017, TV Marš je ponovo pokrenula emitovanje Govornice sa novim autorom Miletom Perićem. Najave gostiju novinara Mileta Perića su opsežne i upečatljive.
Do početka 2022. godine, emisija je mogla da se gledam putem SBB-a.

## Format
Emisija se uvek emituje uživo u Valjevu, subotom u 12.30. Potom se emisija postavlja na zvanični kanal na YouTube.
Sadržajno, to je biografski intervju bez dokumentarnih priloga, u kojem se sa relevantnim gostima komentarišu dešavanja iz političkog života.

## Epizode
- 11.02.2017. - Predrag Popović, novinar
- 18.02.2017. - Đorđe Vukadinović, politički analitičar
- 25.02.2017. - Stanko Crnobrnja, režiser
- 04.03.2017. - Darija Ranković, novinarka
- 11.03.2017. - John Bosnitch
- 18.03.2017. - Aleksandar Popović
- 25.03.2017. - Alena Bukilić
- 01.04.2017. - Antonije Kovačević, novinar
- 11.04.2017. - Cvijetin Milivojević
- 22.04.2017. - Goran Jevtović, pukovnik u penziji
- 29.04.2017. - Muhamed Jusufspahić
- 13.05.2017. - Branko Dragaš, ekonomista
- 20.05.2017. - Dr Milovan Milošević
- 27.05.2017. - Dragan Petrović, političar
- 03.06.2017. - Vladica Cvetković
- 17.06.2017. - Prof. Slobodan Komazec
- 24.06.2017. - Srđan Perišić
- 01.07.2017. - Predrag Savić Bleki
- 15.07.2017. - Marko Milačić, crnogorski političar
- 18.11.2017. - Siniša Kovačević, dramaturg
- 25.11.2017. - Vinko Pandurević, general u penziji
- 02.12.2017. - Darko Kocjan, novinar
- 09.12.2017. - Ljubiša Ristić, režiser
- 16.12.2017. - Branko Pavlović, advokat
- 23.12.2017. - Slobodan Reljić, novinar
- 30.12.2017. - Ivan Pernar, hrvatski političar
- 13.01.2018. - Muharem Bazdulj
- 20.01.2018. - Marko Janković
- 27.01.2018. - Jovo Bakić
- 03.02.2018. - Dragoljub Antonić
- 10.03.2018. - Ljiljana Smajlović, novinarka
- 24.03.2018. - Srđan Verbić
- 10.03.2018. - Vladeta Janković, političar i diplomata
- 17.03.2018. - Zoran Živković, političar
- 24.03.2018. - Dragana Boljević, sudija
- 31.03.2018. - Danica Popović, ekonomista
- 07.04.2018. - Dragoljub Milanović, bivši direktor RTS
- 14.04.2018. - Nebojša Katić, ekonomista
- 21.04.2018. - Mile Bjelajac, politikolog i istoričar
- 05.05.2018. - Željko Cvijanović, novinar
- 19.05.2018. - Maja Volk
- 26.05.2018. - Nenad Kecmanović
- 02.06.2018. - Ivan Živkov, sociolog
- 09.06.2018. - Marko Stojanović, glumac
- 16.06.2018. - Prof. dr Milan Brdar
- 23.06.2018. - Prof. dr Miloš Ković, istoričar
- 30.06.2018. - Leon Koen
- 07.07.2018. - Branko M. Žujović
- 21.07.2018. - Marko Jakšić
- 28.07.2018. - Dimitrije Vojnov
- 01.09.2018. - Prof. Dr Đokica Jovanović
- 08.09.2018. - Dragan Marić
- 15.09.2018. - Miodrag Majić, pravnik i pisac
- 22.09.2018. - Zoran Ćirjaković, politikolog, novinar i publicista
- 29.09.2018. - Zoran Stanojević, književnik
- 06.10.2018. - Nikola Vrzić, novinar
- 13.10.2018. - Božo Prelević, advokat
- 20.10.2018. - Ratko Božović, sociolog
- 03.11.2018. - Rodoljub Šabić
- 10.11.2018. - Domagoj Nikolić
- 17.11.2018. - Branka Prpa
- 24.11.2018. - Ljubomir Kljakić
- 01.12.2018. - Nemanja Aksić
- 08.12.2018. - Božo Koprivica
- 15.12.2018. - Jovana Papan
- 22.12.2018. - Srđan Škoro, novinar
- 05.01.2019. - Zoran Modli
- 02.02.2019. - Dušan Teodorović
- 09.02.2019. - Nebojša Jevrić
- 16.02.2019. - Ljiljana Bulatović
- 23.02.2019. - Prof. Čedomir Čupić
- 09.03.2019. - Ratibor Trivunac
- 16.03.2019. - Miladin Ševarlić
- 23.03.2019. - Lepa Mlađenović
- 30.03.2019. - Bojana Maljević, glumica
- 06.04.2019. - Marinika Tepić, političarka
- 13.04.2019. - Momčilo Moma Trajković
- 27.04.2019. - Dragana Trifković, političlarka
- 04.05.2019. - Čedomir Antić, istoričar
- 11.05.2019. - Dušan Janjić
- 18.05.2019. - Milivoje Mihajlović, novinar
- 25.05.2019. - Vladimir Radomirović, novinar
- 01.06.2019. - Goran Babić, pisac
- 08.06.2019. - Jovana Stojković
- 15.06.2019. - Hatidže Beriša
- 22.06.2019. - Ratko Dmitrović

## Spoljašnje veze
- Plejlista starih emisija Govornica
- Plejlista Govornica sa Miletom Perićem